# کلمان روسو
کلمان روسو (فرانسوی: Clément Russo‎؛ زادهٔ ۲۰ ژانویهٔ ۱۹۹۵) دوچرخه‌سوار اهل فرانسه است.
از باشگاه‌هایی که در آن رکاب زده‌است می‌توان به آژ۲آر لا موندیال و تیم دوچرخه‌سواری فورتونئو–اسکارو اشاره کرد.